# Дарницкий хлеб
«Дарницкий хлеб» — сорт хлеба на закваске из смеси ржаной и пшеничной муки, появившийся в СССР в 1986 году.
Бывает формовый или подовый, массой 0,5—1,25 кг. Цвет — от светло- до тёмно-коричневого.
Состоит из 60 % ржаной обдирной муки и 40 % пшеничной муки первого сорта, а также поваренной соли, питьевой воды.
Закваску готовят из комплекта чистых культур, муки и воды.
Для реализации в торговле допускается упаковывание.
Рецепт разработан в 1985 году специалистами ВНИИХП во главе с технологом Николаем Терентьевичем Чубенко. За основу взята инструкция по промышленному приготовлению хлеба на жидких заквасках с применением чистых культур дрожжей молочнокислых бактерий, которая была разработана в Ленинграде и применялась на Левашовском хлебозаводе с 1934 года. За три месяца работы группы были созданы сорта с улучшенными свойствами, кроме «Дарницкого», разработанного взамен «Украинскому», разработана рецептура хлеба «Столичного» как улучшенного варианта «Столового». В 1986 году выпущен ГОСТ на «Дарницкий».
| Наименование            | Белки, г | Жиры, г | Углеводы усвояемые, г | Калорийность/энергетическая ценность, кал/кДж |
| ----------------------- | -------- | ------- | --------------------- | --------------------------------------------- |
| Хлеб дарницкий подовый  | 6,8      | 1,1     | 43,0                  | 209/875                                       |
| Хлеб дарницкий формовый | 6,6      | 1,1     | 41,0                  | 200/838                                       |